# Pilopogon serrifolius
Pilopogon serrifolius là một loài Rêu trong họ Dicranaceae. Loài này được Broth. & Paris miêu tả khoa học đầu tiên năm 1911.